# Tour of Utah 2016
Die 12. Tour of Utah 2016 war ein US-amerikanisches Straßenradrennen in Utah. Das Etappenrennen fand vom 1. bis zum 7. August 2016 statt. Zudem gehörte das Radrennen zur UCI America Tour 2016 und war dort in der Kategorie 2.HC eingestuft.

## Teilnehmende Mannschaften
| WorldTeams (4)- BMC Racing Team - Cannondale-Drapac - IAM Cycling - Trek-Segafredo Professional Continental Teams (5)- Fortuneo-Vital Concept - Nippo-Vini Fantini - Team Novo Nordisk - ONE Pro Cycling - UnitedHealthcare Continental Teams (7)- Axeon-Hagens Berman - Holowesko-Citadel-Hincapie Sportswear - Jamis - Jelly Belly-Maxxis - Lupus Racing - Rally Cycling - Silber |
| |

## Etappen
| Etappe    | Datum   | Etappenorte                            | type                 | Länge (km) | Etappensieger   | Gesamtführender |
| --------- | ------- | -------------------------------------- | -------------------- | ---------- | --------------- | --------------- |
| 1. Etappe | 1. Aug. | Zion-Nationalpark – Cedar City         | Hügelige Etappe      | 134,2      | Kris Dahl       | Kris Dahl       |
| 2. Etappe | 2. Aug. | Escalante – Torrey                     | Hügelige Etappe      | 160        | Robin Carpenter | Robin Carpenter |
| 3. Etappe | 3. Aug. | Richfield – Payson                     | Mittelschwere Etappe | 191        | Lachlan Morton  | Lachlan Morton  |
| 4. Etappe | 4. Aug. | Lehi – Kearns                          | Hügelige Etappe      | 154        | Travis McCabe   | Lachlan Morton  |
| 5. Etappe | 5. Aug. | Antelope Island State Park – Bountiful | Mittelschwere Etappe | 183        | Kiel Reijnen    | Lachlan Morton  |
| 6. Etappe | 6. Aug. | Salt Lake City – Snowbird              | Hochgebirgsetappe    | 184        | Andrew Talansky | Andrew Talansky |
| 7. Etappe | 7. Aug. | Park City – Park City                  | Mittelschwere Etappe | 125        | Lachlan Morton  | Lachlan Morton  |

## Wertungstrikots
| Etappe         | Etappensieger   | Gesamtwertung   | Punktewertung   | Bergwertung      | Nachwuchswertung | Teamwertung         | Kämpferischster Fahrer |
| -------------- | --------------- | --------------- | --------------- | ---------------- | ---------------- | ------------------- | ---------------------- |
| 1              | Kris Dahl       | Kris Dahl       | Kris Dahl       | Daniel Jaramillo | Colin Joyce      | Axeon Hagens Berman | Matteo Dal-Cin         |
| 2              | Robin Carpenter | Robin Carpenter | Robin Carpenter | Matteo Dal-Cin   | Colin Joyce      | Holowesko           | Rubén Companioni       |
| 3              | Lachlan Morton  | Lachlan Morton  | Robin Carpenter | Adrien Costa     | Adrien Costa     | BMC Racing Team     | Simon Pellaud          |
| 4              | Travis McCabe   | Lachlan Morton  | Travis McCabe   | Adrien Costa     | Adrien Costa     | BMC Racing Team     | Matthew Busche         |
| 5              | Kiel Reijnen    | Lachlan Morton  | Kiel Reijnen    | Daniel Jaramillo | Adrien Costa     | BMC Racing Team     | Julien Bernard         |
| 6              | Andrew Talansky | Andrew Talansky | Kiel Reijnen    | Adrien Costa     | Adrien Costa     | BMC Racing Team     | Ben King               |
| 7              | Lachlan Morton  | Lachlan Morton  | Kiel Reijnen    | Adrien Costa     | Adrien Costa     | BMC Racing Team     | Rob Britton            |
| Wertungssieger | Wertungssieger  | Lachlan Morton  | Kiel Reijnen    | Adrien Costa     | Adrien Costa     | BMC Racing Team     | nicht vergeben         |